# 61. ročník udílení cen Emmy
61. ročník udílení cen Emmy oceňující nejlepší televizní počiny v období od 1. června 2008 do 31. května 2009, se konal dne 20. září 2009 v Nokia Theater v Los Angeles. Přímý přenos vysílala televizní stanice CBS a moderoval jej Neil Patrick Harris.

## Vítězové a nominovaní
Vítězi jsou uvedeni jako první a vyznačeni tučně.

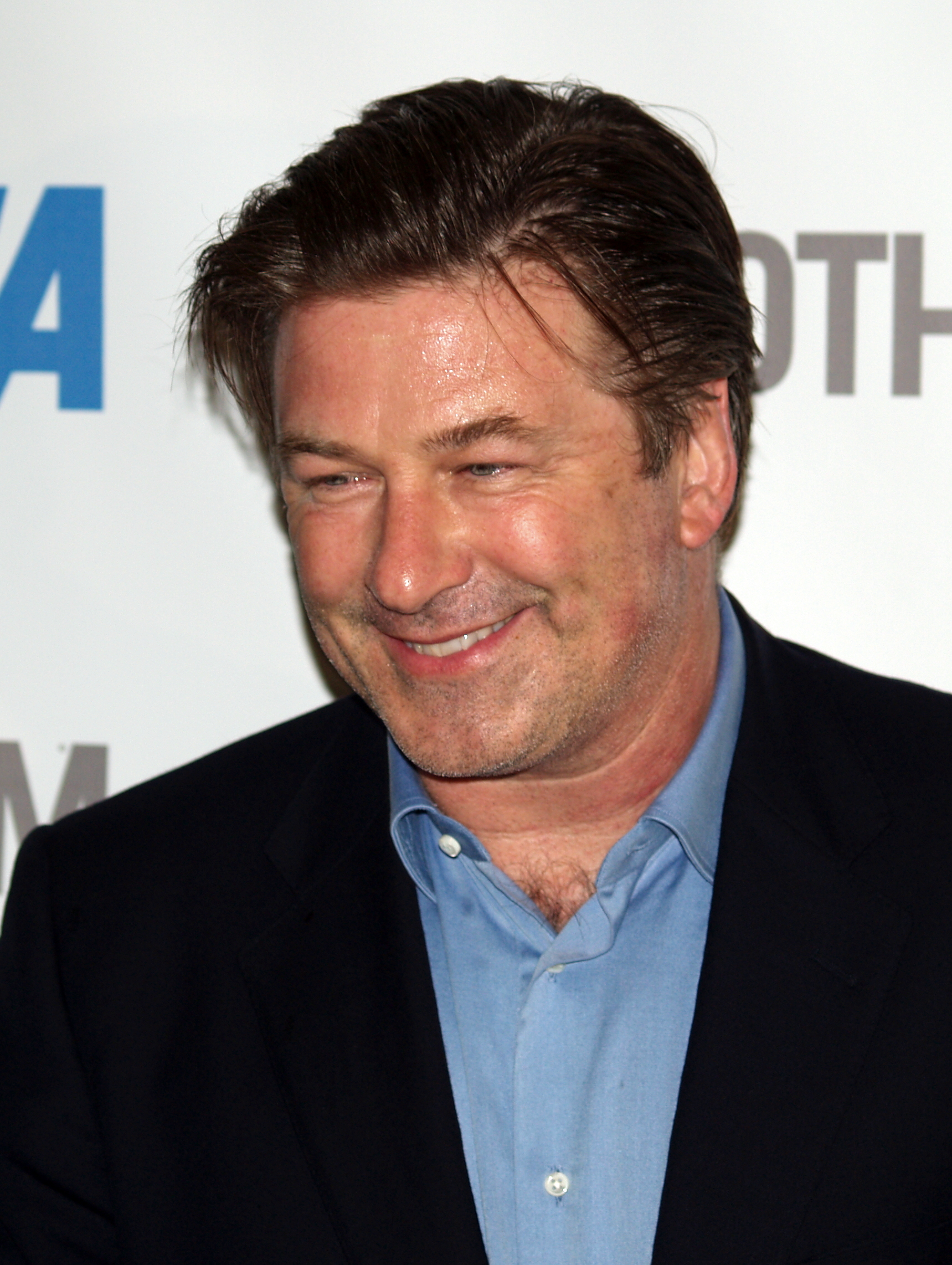
Alec Baldwin, nejlepší herec v komediálním seriálu

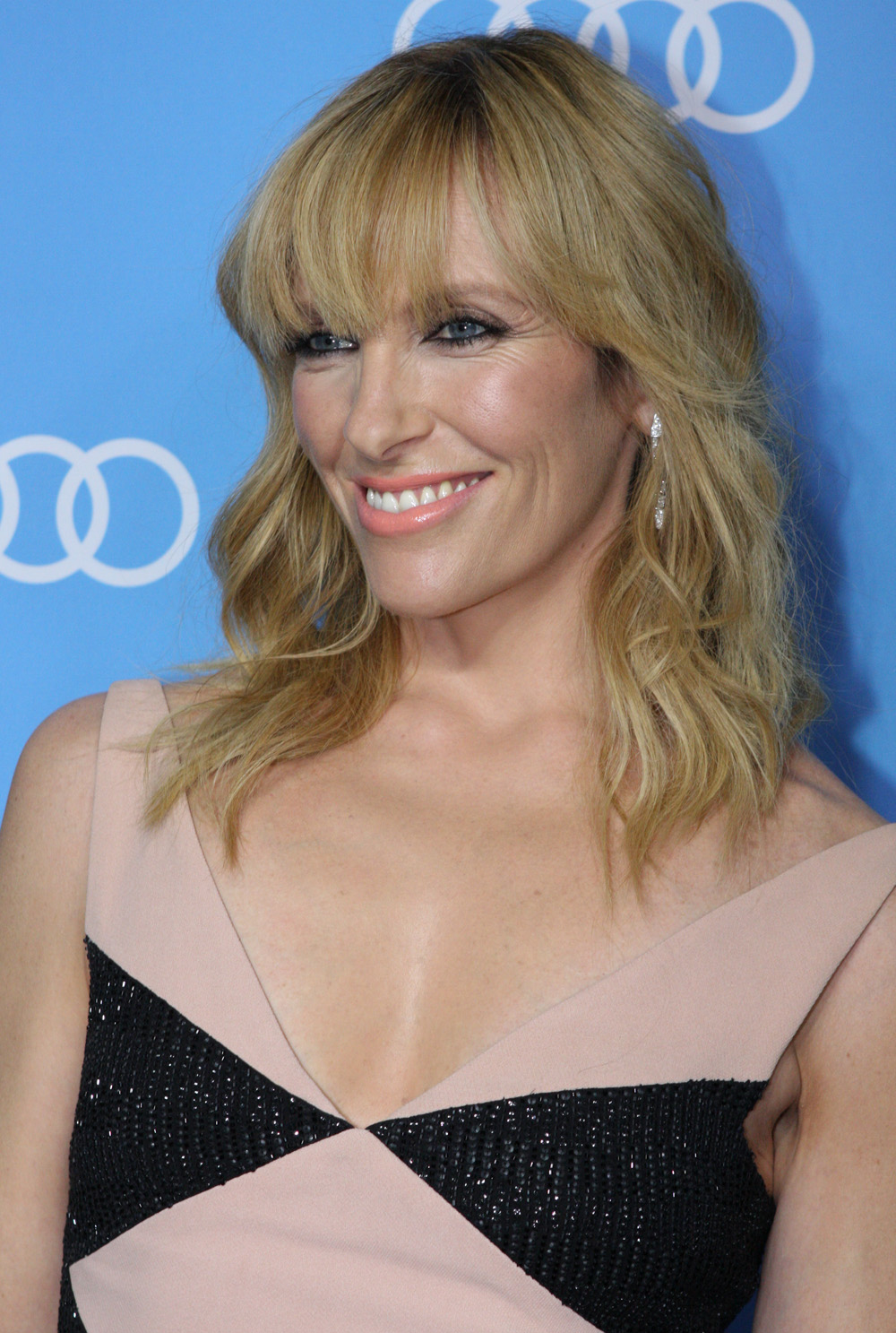
Toni Collette, nejlepší herečka v komediálním seriálu

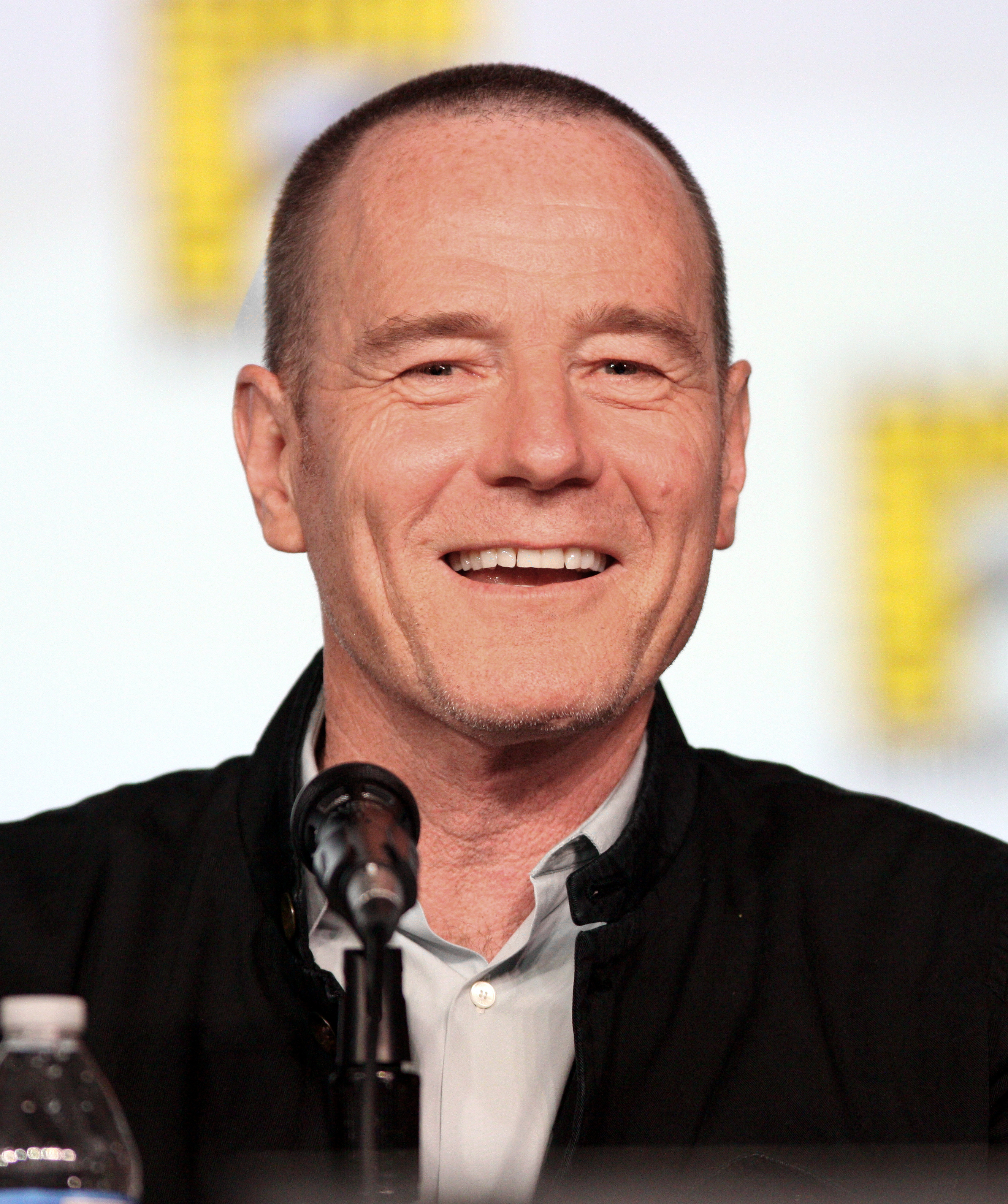
Bryan Cranston, nejlepší herec v dramatickém seriálu

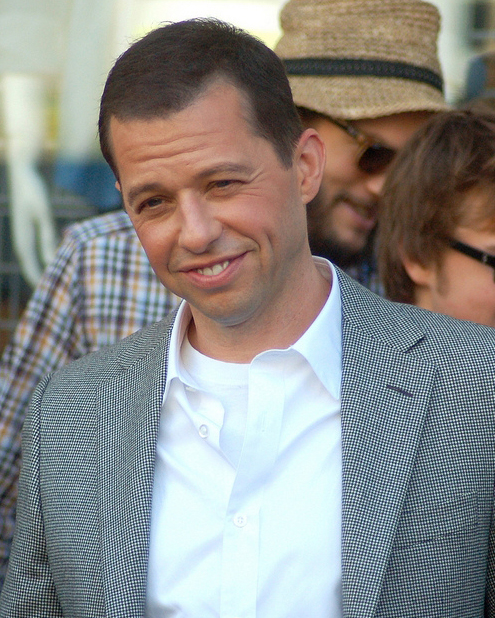
Jon Cryer, nejlepší herec ve vedlejší roli v komediálním seriálu

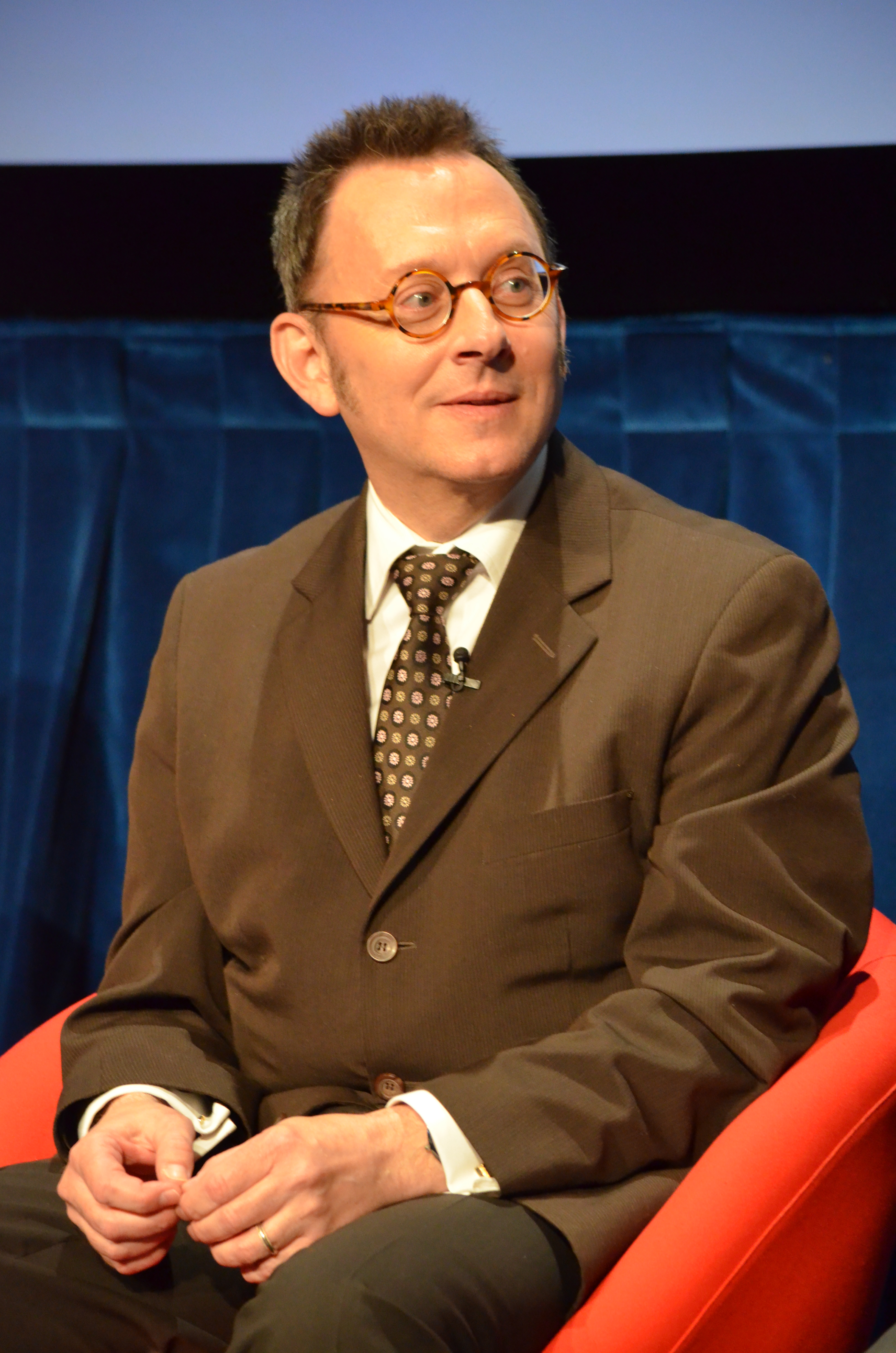
Michael Emerson, nejlepší herec ve vedlejší roli v komediálním seriálu

### Pořady
| Nejlepší komediální seriál | Nejlepší dramatický seriál |
| --- | --- |
| - Studio 30 Rock (NBC) - Vincentův svět (HBO) - Griffinovi (Fox) - Flight of the Conchords (HBO) - Jak jsem poznal vaši matku (CBS) - Kancl (NBC) - Tráva (Showtime)                        | - Šílenci z Manhattanu (AMC) - Velká láska (HBO) - Perníkový táta (AMC) - Patty Hewes - nebezpečná advokátka (FX) - Dexter (Showtime) - Dr. House (Fox) - Ztraceni (ABC)                                                                         |
| Nejlepší zábavný pořad | Nejlepší zábavný speciál |
| - The Daily Show with Jon Stewart (Comedy Central) - The Colbert Report (Comedy Central) - Noční show Davida Lettermana (CBS) - Real Time with Bill Maher (HBO) - Saturday Night Live (NBC) | - The Kennedy Center Honors (CBS) - Chris Rock: Kill the Messenger (HBO) - Kathy Griffin: She’ll Cut a Bitch (Bravo) - Ricky Gervais: Out of England—The Stand-Up Special (HBO) - You're Welcome America. A Final Night with George W Bush (HBO) |
| Nejlepší televizní film | Nejlepší minisérie |
| - Grey Gardens (HBO) - Coco Chanel (Lifetime) - V oku tornáda (HBO) - Modlitby za Bobbyho (Lifetime) - Poslední cesta (HBO)                                                                 | - Malá Dorritka (PBS) - Generation Kill (HBO) |
| Nejlepší soutěžní pořad | |
| - Amazing Race: O milion kolem světa (CBS) - American Idol (Fox) - Dancing with the Stars (ABC) - Heidi Klum: svět modelingu (Bravo) - Top Chef (Bravo)                                     | |

### Herectví

#### Hlavní role
| Nejlepší herec v komediálním seriálu | Nejlepší herečka v komediálním seriálu |
| --- | --- |
| - Alec Baldwin jako Jack Donaghy v seriálu Studio 30 Rock (Epizoda: „Generalissimo“) (NBC) - Steve Carell jako Michael Scott v seriálu Kancl (Epizoda: „Broke“) (NBC) - Jemaine Clement jako Jemaine v seriálu Flight of the Conchords (Epizoda: „Unnatural Love“) (HBO) - Jim Parsons jako Sheldon Cooper v seriálu Teorie velkého třesku (Epizoda: „The Bath Item Gift Hypothesis“) (CBS) - Tony Shalhoub jako Adrian Monk v seriálu Můj přítel Monk (Epizoda: „Mr. Monk and the Miracle“) (USA) - Charlie Sheen jako Charlie Harper v seriálu Dva a půl chlapa (Epizoda: „The ʻOcu’ or the ʻPado’?“) (CBS) | - Toni Collette as Tara Gregson on Tara a její svět (Epizoda: „Pilot“) (Showtime) - Christina Applegate jako Samantha Newly v seriálu Samantha Who? (Epizoda: „The Pill“) (ABC) - Tina Fey jako Liz Lemon v seriálu Studio 30 Rock (Epizoda: „Reunion“) (NBC) - Julia Louis-Dreyfus jako Christine Campbell v seriálu Nové trable staré Christine (Epizoda: „Everyone Says I Love You Except Ritchie“) (CBS) - Mary-Louise Parker jako Nancy Botwin v seriálu Tráva (Epizoda: „Lady’s a Charm“) (Showtime) - Sarah Silvermanová jako ona sama v seriálu The Sarah Silverman Program (Epizoda: „There’s No Place Like Homeless“) (Comedy Central) |
| Nejlepší herec v dramatickém seriálu | Nejlepší herečka v dramatickém seriálu |
| - Bryan Cranston jako Walter White v seriálu Perníkový táta (Epizoda: „Phoenix“) (AMC) - Simon Baker jako Patrick Jane v seriálu Mentalista (Epizoda: „Pilot“) (CBS) - Gabriel Byrne jako Paul Weston v seriálu V odborné péči (Epizoda: „Week 4: Gina“) (HBO) - Michael C. Hall jako Dexter Morgan v seriálu Dexter (Epizoda: „The Lion Sleeps Tonight“) (Showtime) - Jon Hamm jako Don Draper v seriálu Šílenci z Manhattanu (Epizoda: „The Mountain King“) (AMC) - Hugh Laurie jako Gregory House v seriálu Dr. House (Epizoda: „Under My Skin“) (Fox)                                                     | - Glenn Close jako Patty Hewes v seriálu Patty Hewes - nebezpečná advokátka (Epizoda: „Trust Me“) (FX) - Sally Fieldová jako Nora Walker v seriálu Bratři a sestry (Epizoda: „A Father Dreams“) (ABC) - Mariska Hargitay jako Olivia Benson v seriálu Zákon a pořádek: Útvar pro zvláštní oběti (Epizoda: „PTSD“) (NBC) - Holly Hunter jako Grace Hanadarko v seriálu Božská mrcha (Epizoda: „Have a Seat, Earl“) (TNT) - Elisabeth Mossová jako Peggy Olson v seriálu Šílenci z Manhattanu (Epizoda: „Meditations in an Emergency“) (AMC) - Kyra Sedgwick jako Brenda Leigh Johnson v seriálu Closer (Epizoda: „Cherry Bomb“) (TNT)             |
| Nejlepší herec v minisérii nebo televizním filmu | Nejlepší herečka v minisérii nebo televizním filmu |
| - Brendan Gleeson jako Winston Churchill ve filmu V oku tornáda (HBO) - Kevin Bacon jako Michael Strobl ve filmu Poslední cesta (HBO) - Kenneth Branagh jako Kurt Wallander v seriálu Wallander: One Step Behind (PBS) - Kevin Kline jako Cyrano de Bergerac ve filmu Cyrano de Bergerac (PBS) - Ian McKellen jako král Lear ve filmu King Lear (PBS) - Kiefer Sutherland jako Jack Bauer on 24 hodin: Vykoupení (Fox) | - Jessica Lange jako Edith Ewing Bouvier Beale ve filmu Grey Gardens (HBO) - Drew Barrymoreová jako Edith Bouvier Beale ve filmu Grey Gardens (HBO) - Shirley MacLaine jako Gabrielle „Coco“ Chanel ve filmu Coco Chanel (Lifetime) - Sigourney Weaver jako Mary Griffith ve filmu Modlitby za Bobbyho (Lifetime) - Chandra Wilson jako Yvonne Caldwell ve filmu Accidental Friendship (Hallmark Channel) |

#### Vedlejší role
| Nejlepší herec ve vedlejší role v komediálním seriálu | Nejlepší herečka ve vedlejší role v komediálním seriálu |
| --- | --- |
| - Jon Cryer jako Alan Harper v seriálu Dva a půl chlapa (Epizoda: „Sir Launcelot’s Litter Box“) (CBS) - Kevin Dillon jako Johnny „Drama“ Chase v seriálu Vincentův svět (Epizoda: „Tree Trippers“) (HBO) - Neil Patrick Harris jako Barney Stinson v seriálu Jak jsem poznal vaši matku (Epizoda: „Benefits“) (CBS) - Jack McBrayer jako Kenneth Parcell v seriálu Studio 30 Rock (Epizoda: „The Bubble“) (NBC) - Tracy Morgan jako Tracy Jordan v seriálu Studio 30 Rock (Epizoda: „The Funcooker“) (NBC) - Rainn Wilson jako Dwight Schrute v seriálu Kancl (Epizoda: „Heavy Competition“) (NBC)         | - Kristin Chenoweth jako Olive Snook v seriálu Řekni, kdo tě zabil (Epizoda: „Bad Habits“) (ABC) - Jane Krakowski jako Jenna Maroney v seriálu Studio 30 Rock (Epizoda: „The Ones“) (NBC) - Elizabeth Perkins jako Celia Hodes v seriálu Tráva (Epizoda: „No Man is Pudding“) (Showtime) - Amy Poehlerová v několika rolích v pořadu Saturday Night Live (Epizoda: „Host: Josh Brolin“) (NBC) - Kristen Wiigová v několika rolích v pořadu Saturday Night Live (Epizoda: „Host: Neil Patrick Harris“) (NBC) - Vanessa Williams jako Wilhelmina Slater v seriálu Ošklivka Betty (Epizoda: „The Fall Issue“) (ABC) |
| Nejlepší herec ve vedlejší roli v dramatickém seriálu | Nejlepší herečka ve vedlejší roli v dramatickém seriálu |
| - Michael Emerson jako Ben Linus v seriálu Ztraceni (Epizoda: „Dead is Dead“) (ABC) - Christian Clemenson jako Jerry Espenson v seriálu Bostonská střední (Epizoda: „Roe“) (ABC) - William Hurt jako Daniel Purcell v seriálu Patty Hewes - nebezpečná advokátka (Epizoda: „Hey! Mr. Pibb!“) (FX) - Aaron Paul jako Jesse Pinkman v seriálu Perníkový táta (Epizoda: „Peekaboo“) (AMC) - William Shatner jako Denny Crane v seriálu Bostonská střední (Epizody: „Made in China“ a „Last Call“) (ABC) - John Slattery jako Roger Sterling v seriálu Šílenci z Manhattanu (Epizoda: „Six Month Leave“) (AMC) | - Cherry Jones jako Allison Taylor v seriálu 24 hodin (Epizoda: „Day 7: 7:00 a.m. – 8:00 a.m.“) (Fox) - Rose Byrne jako Ellen Parsons v seriálu Patty Hewes - nebezpečná advokátka (Epizoda: „Trust Me“) (FX) - Hope Davis jako Mia Nesky v seriálu V odborné péči (Epizoda: „Week 6: Mia“) (HBO) - Sandra Oh jako Cristina Yang v seriálu Chirurgové'' (Epizoda: „Elevator Love Letter“) (ABC) - Dianne Wiest jako Gina Toll v seriálu V odborné péči (Epizoda: „Week 6: Gina“) (HBO) - Chandra Wilson jako Miranda Bailey v seriálu Chirurgové (Epizoda: „Stairway to Heaven“) (ABC)                           |
| Nejlepší herec ve vedlejší roli v minisérii nebo televizním filmu | Nejlepší herečka ve vedlejší roli v minisérii nebo televizním filmu |
| - Ken Howard jako Phelan Beal ve filmu Grey Gardens (HBO) - Len Cariou jako Franklin Delano Roosevelt ve filmu V oku tornáda (HBO) - Tom Courtenay jako William Dorrit ve filmu Malá Dorritka (PBS) - Bob Newhart jako Judson ve filmu Flynn Carsen 3: Jidášův kalich (TNT) - Andy Serkis jako Rigaud/Blandois ve filmu Malá Dorritka (PBS) | - Shohreh Aghdashloo jako Sadžida Talfahová ve filmu Saddám: Vzestup a pád (HBO) - Marcia Gay Harden jako Janina Krzyżanowska ve filmu The Courageous Heart of Irena Sendler (CBS) - Janet McTeer jako Clementine Churchill ve filmu V oku tornáda (HBO) - Jeanne Tripplehorn jako Jacqueline Kennedy Onassis ve filmu Grey Gardens (HBO) - Cicely Tyson jako Pearl ve filmu Relative Stranger (Hallmark Channel) |

#### Hostování
| Nejlepší hostující herec v komediálním seriálu | Nejlepší hostující herečka v komediálním seriálu |
| --- | --- |
| - Justin Timberlake v několika rolích v pořadu Saturday Night Live (Epizoda: „Host: Justin Timberlake“) (NBC) - Alan Alda jako Milton Greene v seriálu Studio 30 Rock (Epizoda: „Mamma Mia“) (NBC) - Beau Bridges jako Eli Scruggs v seriálu Zoufalé manželky (Epizoda: „The Best Thing That Ever Could Have Happened“) (ABC) - Jon Hamm jako Drew Baird v seriálu Studio 30 Rock (Epizoda: „The Bubble“) (NBC) - Steve Martin jako Gavin Volure on Studio 30 Rock (Epizoda: „Gavin Volure“) (NBC)       | - Tina Fey jako Sarah Palin v pořadu Saturday Night Live (Epizoda: „Presidential Bash 2008“) (NBC) - Jennifer Aniston jako Claire Harper v seriálu Studio 30 Rock (Epizoda: „The One with the Cast of Night Court“) (NBC) - Christine Baranski jako Beverly Hofstadter v seriálu Teorie velkého třesku (Epizoda: „The Maternal Capacitance“) (CBS) - Gena Rowlands jako Marge Johnson v seriál Můj přítel Monk (Epizoda: „Mr. Monk and the Lady Next Door“) (USA) - Elaine Stritch jako Colleen Donaghy v seriálu Studio 30 Rock (Epizoda: „Christmas Special“) (NBC) - Betty Whiteová jako paní Weezmerová v seriálu Jmenuju se Earl (Epizoda: „Witch Lady“) (NBC) |
| Nejlepší hostující herec v dramatickém seriálu | Nejlepší hostující herečka v dramatickém seriálu |
| - Michael J. Fox jako Dwight v seriálu Zachraň mě (Epizoda: „Sheila“) (FX) - Edward Asner jako Abraham Klein v seriálu Kriminálka New York (Epizoda: „Yahrzeit“) (CBS) - Ernest Borgnine jako Paul Manning v seriálu Pohotovost (Epizoda: „And in the End...“) (NBC) - Ted Danson jako Arthur Forbisher v seriálu Patty Hewes - nebezpečná advokátka (Epizoda: „They Had to Tweeze That Out of My Kidney“) (FX) - Jimmy Smits jako Miguel Prado v seriálu Dexter (Epizoda: „Go Your Own Way“) (Showtime) | - Ellen Burstyn jako Bernardette Stabler v seriálu Zákon a pořádek: Útvar pro zvláštní oběti (Epizoda: „Swing“) (NBC) - Brenda Blethyn jako Linnie Malcolm/Caroline Cantwell v seriálu Zákon a pořádek: Útvar pro zvláštní oběti (Epizoda: „Persona“) (NBC) - Carol Burnettová jako Bridget „Birdie“ Sulloway v seriálu Zákon a pořádek: Útvar pro zvláštní oběti (Epizoda: „Ballerina“) (NBC) - Sharon Lawrence jako Robbie Stevens v seriálu Chirurgové (Epizoda: „No Good at Saying Sorry (One More Chance)“) (ABC) - C. C. H. Pounder jako Andrea Curtin v seriálu Vůně Kalahari (Epizoda: „The Boy with the African Heart“) (HBO)                              |

### Moderování
| Nejlepší moderátor soutěžního pořadu |
| --- |
| - Jeff Probst za Kdo přežije (CBS) - Tom Bergeron za Dancing with the Stars (ABC) - Phil Keoghan za Amazing Race: O milion kolem světa (CBS) - Heidi Klum za Heidi Klum: Svět modelingu (Bravo) - Padma Lakshmi a Tom Colicchio za Top Chef (Bravo) - Ryan Seacrest za American Idol (Fox) |

### Režie
| Nejlepší režie komediálního seriálu | Nejlepší režie dramatického seriálu |
| --- | --- |
| - Jeffrey Blitz za Kancl (Epizoda: „Stress Relief“) (NBC) - James Bobin za Flight of the Conchords (Epizoda: „The Tough Brets“) (HBO) - Julian Farino za Vincentův svět (Epizoda: „Tree Trippers“) (HBO) - Todd Holland za Studio 30 Rock (Epizoda: „Generalissimo“) (NBC) - Beth McCarthy-Miller za Studio 30 Rock (Epizoda: „Reunion“) (NBC) - Millicent Shelton za Studio 30 Rock ( Epizoda: „Apollo, Apollo“) (NBC) | - Rod Holcomb za Pohotovost (Epizoda: „And in the End...“) (NBC) - Phil Abraham za Šílenci z Manhattanu (Epizoda: „The Jet Set“) (AMC) - Bill D'Elia za Bostonská střední (Epizody: „Made in China“ a „Last Call“) (ABC) - Todd A. Kessler za Patty Hewes - nebezpečná advokátka (Epizoda: „Trust Me“) (FX) - Michael Rymer za Battlestar Galactica (Epizoda: „Daybreak“) |
| Nejlepší režie zábavného pořadu | Nejlepší režie minisérie, televizního filmu nebo dramatického speciálu |
| - Bruce Gowers za American Idol (Fox) - Jerry Foley za Noční show Davida Lettermana (CBS) - Hal Grant za Real Time with Bill Maher (HBO) - Jim Hoskinson za The Colbert Report (Comedy Central) - Don Roy King za Saturday Night Live (NBC) - Chuck O'Neil za The Daily Show with Jon Stewart (Comedy Central) | - Dearbhla Walsh za Malá Dorritka (PBS) - Ross Katz za Poslední cesta (HBO) - Philip Martin za Wallander: One Step Behind (PBS) - Thaddeus O'Sullivan za V oku tornáda (HBO) - Michael Sucsy za Grey Gardens (HBO) - Susanna White za Generation Kill (Epizoda: „Bomb in the Garden“) (HBO)                                                                               |

### Scénář
| Nejlepší scénář pro komediální seriál | Nejlepší scénář pro dramatický seriál |
| --- | --- |
| - Matt Hubbard za seriál Studio 30 Rock (Epizoda: „Reunion“) (NBC) - James Bobin, Jemaine Clement a Bret McKenzie za seriál Flight of the Conchords (Epizoda: „Prime Minister“) (HBO) - Jack Burditt a Robert Carlock za seriál Studio 30 Rock (Epizoda: „Kidney Now!“) (NBC) - Robert Carlock za seriál Studio 30 Rock (Epizoda: „Apollo, Apollo“) (NBC) - Ron Weiner za seriál Studio 30 Rock (Epizoda: „Mamma Mia“) (NBC) | - Kater Gordon a Matthew Weiner za seriál Šílenci z Manhattanu (Epizoda: „Meditations in an Emergency“) (AMC) - Carlton Cuse a Damon Lindelof za seriál Ztraceni (Epizoda: „The Incident“) (ABC) - Andre Jacquemetton, Maria Jacquemetton a Matthew Weiner za seriál Šílenci z Manhattanu (Epizoda: „Six Month Leave“) (AMC) - Robin Veith a Matthew Weiner za seriál Šílenci z Manhattanu (Epizoda: „A Night to Remember“) (AMC) - Matthew Weiner za seriál Šílenci z Manhattanu (Epizoda: „The Jet Set“) (AMC) |
| Nejlepší scénář pro zábavný pořad | Nejlepší scénář pro minisérii, televizní film nebo dramatický speciál |
| - The Daily Show with Jon Stewart (Comedy Central) - The Colbert Report (Comedy Central) - Late Night with Conan O'Brien (NBC) - Noční show Davida Lettermana (CBS) - Saturday Night Live (NBC) | - Andrew Davies za film Malá Dorritka (PBS) - Ross Katz a Michael Strobl za film Poslední cesta (HBO) - Patricia Rozema a Michael Sucsy za film Grey Gardens (HBO) - David Simon a Ed Burns za seriál Generation Kill (Epizoda: „Bomb in the Garden“) (HBO) - Hugh Whitemore za film V oku tornáda (HBO) |